# Борок (Советский район)
Борок — деревня в Советском районе Кировской области в составе Лесниковского сельского поселения. 

## География
Находится на правом берегу реки Пижма на расстоянии примерно 14 километров по прямой на запад от районного центра города Советск.

## История
Известна в 1873 году как деревня, где было дворов 44 и жителей 408, в 1905 84 и 572, в 1926 104 и 472, в 1950 96 и 383 соответственно, в 1989 374 жителя . 

## Население
Постоянное население составляло 284 человека (русские 95%) в 2002 году, 157 в 2010.